# Gustav Ipavec

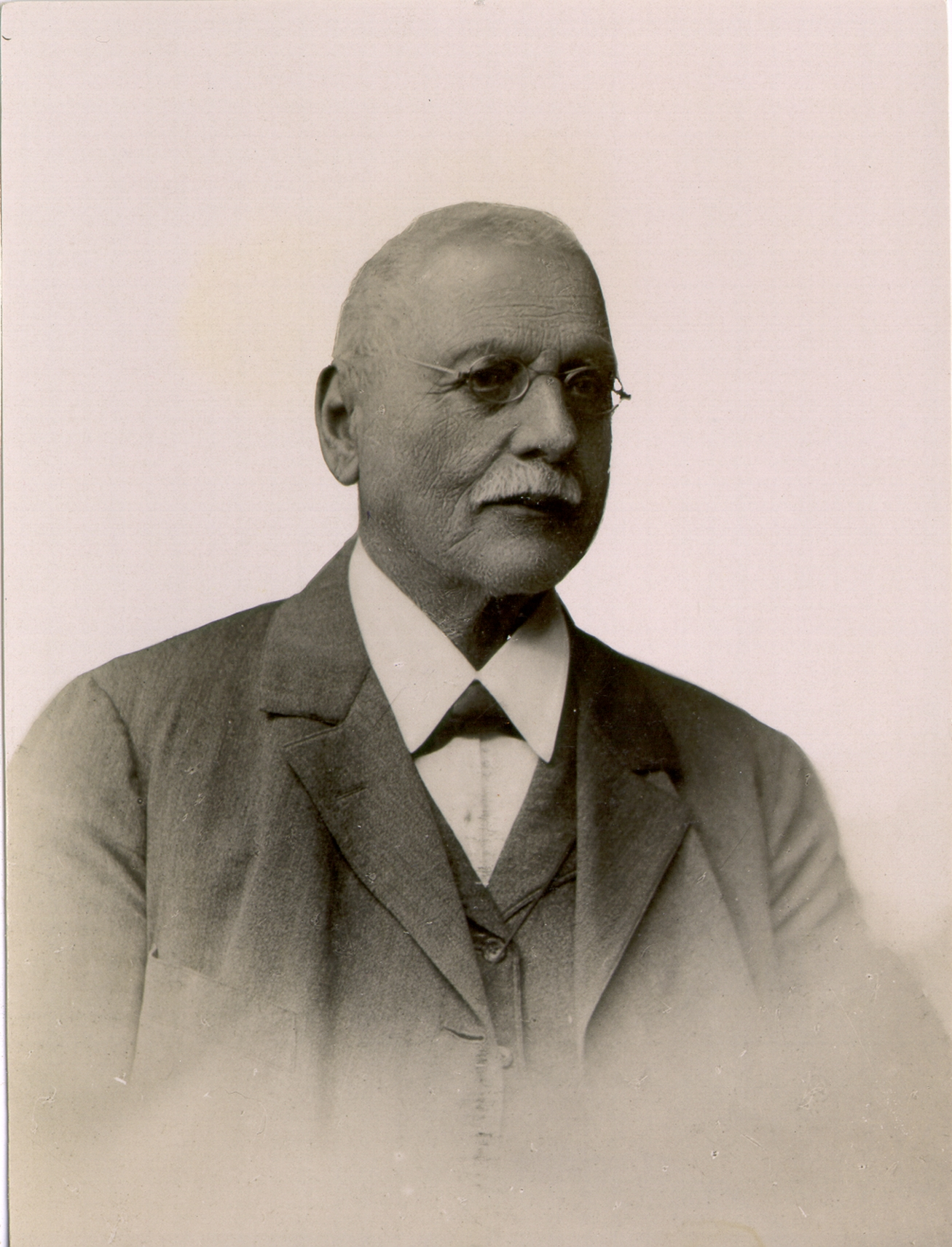
Gustav Ipavec (1880er Jahre)

Gustav Ipavec (auch Ipavic; * 15. August 1831 in Šentjur pri Celju; † 20. August 1908 ebenda) war ein slowenischer Komponist.
Ipavec besuchte das Gymnasium in Celje und schrieb sich dann an der medizinisch-chirurgischen Schule in Graz ein. Gleich seinen Brüdern Alojz und Benjamin Ipavec studierte er an der Universität Wien Medizin und erlangte 1858 den Doktorgrad. Nach dem Studium übernahm er die Praxis seines Vaters in Šentjur, wo er auch dreißig Jahre lang als Bürgermeister amtierte.
Neben schlichten melodiösen Liedern, die sich großer Beliebtheit erfreuten, komponierte Ipavec etwa sechzig Werke für Männer- und gemischten Chor sowie Märsche und Tänze. Auch sein Sohn Josip Ipavec schlug eine Laufbahn als Komponist und Mediziner ein.

## Werke
- Tam za goro zvezda sveti
- Lipa
- Veseli popotnik
- Sitnoba
- Hrepenenje po domovini
- Domovini
- Slovenska dežela
- Bakal
- O polnoci
- Pobratimija
- Slovo od Milice
- Moja pesem bo nosila
- Colnicku
- Kje so moje rožice
- Slovenec sem
- Savsko
- Planinska roža
- Oblacek
- Zvecer
- Pozdravljam te, gorenjska stran
- Ptujsko pevsko društvo
- Dve utvi
- Ej na polju, na zelenem
- Sred vasi
- Slovo od doma